# Gorgopis tanganyikaensis
Gorgopis tanganyikaensis is een vlinder uit de familie wortelboorders (Hepialidae). De wetenschappelijke naam van deze soort is voor het eerst geldig gepubliceerd in 1950 door Viette.
De soort komt voor in tropisch Afrika.